# Duckman
Duckman: Private Dick/Family Man er en amerikansk animeret sitcom TV-serie fra 5. marts 1994 til 6. september 1997. TV-serien var skabt og produceret af Everett Peck.

## Plot
Duckman er om en antropomorfisk and, der hedder Duckman. I serien, Duckman er en taber og en detektiv, der bor med hans familie i Los Angeles.

## Figurer
Hovedfigurerne omfatter Duckman, Cornfed Pig, Ajax, Bernice, Charles og Mambo.

## Afsnit
| Sæson | Sæson | Afsnit | Oprindelig sendt | Oprindelig sendt  |
| Sæson | Sæson | Afsnit | Start            | Slut              |
| ----- | ----- | ------ | ---------------- | ----------------- |
|       | 1     | 13     | 5. marts 1994    | 11. juni 1994     |
|       | 2     | 9      | 11. marts 1995   | 8. maj 1995       |
|       | 3     | 20     | 6. januar 1996   | 6. juli 1996      |
|       | 4     | 28     | 4. januar 1997   | 6. september 1997 |

Duckman har 70 afsnit og 4 sæsoner.

## Computerspil
I 1997, et computerspil baseret på Duckman var udsendet til Microsoft Windows. Dette spil hedder Duckman: The Graphic Adventures of a Private Dick.